# Franz Keck
Franz Keck (Lebensdaten nicht bekannt), in Besetzungslisten teilweise auch als Frank Keck geführt, ist ein deutscher Schauspieler, der als Nebendarsteller im Kino und im Fernsehen zu sehen war.

## Leben
Keck wirkte ab den 1950er Jahren als Nebendarsteller in Kinofilmen und Fernsehproduktionen mit. Als seinen ersten Filmauftritt führt die Filmdatenbank IMDb den Märchenfilm Rübezahl – Herr der Berge (1957). Keck spielte in dieser westdeutschen Produktion der Produktionsfirma Schongerfilm die Rolle des tölpelhaften, dümmlichen Räubers Kraps.
In den 1960er Jahren wirkte er in mehreren Fernsehfilmen mit. In dem Fernsehmehrteiler Sachrang war er in einer kleinen Rolle als Strauchdieb zu sehen. Auch in Musikproduktionen war trat er auf. In der ZDF-Produktion Im Dutzend glücklicher, ein musikalisches Kalendarium von Peter Loos und Peter Igelhoff aus dem Jahr 1964, spielte er einen „kleinen Herrn“.
Keck hatte Episodenrollen unter anderem in den Fernsehserien Die fünfte Kolonne, Das Kriminalmuseum uns in der ARD-Fernsehreihe Tatort. Im Tatort war er in Nebenrollen, regelmäßig in den Kommissar Veigl-Episoden des Bayerischen Rundfunks zu sehen.
Franz Keck war auch als Theaterschauspieler tätig. So stand er ab dem Jahr 1959 auf der Bühne des Saarländischen Landestheaters.
Biografische Informationen zu Franz Keck sind nicht bekannt.

## Filmografie
- 1957: Rübezahl – Herr der Berge
- 1963: Geliebt in Rom
- 1964–1968: Das Kriminalmuseum (Fernsehserie, 5 Folgen)
- 1966: Die fünfte Kolonne – Die ägyptische Katze (Fernsehserie)
- 1966: Italienische Nacht
- 1968: Der Glockenstreik
- 1968: Die fünfte Kolonne – Sonnenblumenweg 7
- 1973–1981: Tatort (Fernsehreihe)
  - 1973: Tote brauchen keine Wohnung
  - 1973: Weißblaue Turnschuhe
  - 1974: 3:0 für Veigl
  - 1975: Das zweite Geständnis
  - 1977: Schüsse in der Schonzeit
  - 1978: Schwarze Einser
  - 1980: Spiel mit Karten
  - 1981: Im Fadenkreuz
- 1978: Sachrang (Fernsehdreiteiler)
- 1980: Die Undankbare